# Katonai szabvány
A katonai szabvány alatt  a haditechnikai eszközökre, a védelmi ipar, a hadsereg és a csapatok számára  készített olyan speciális előírásokat értünk, amelyek nemcsak műszaki szabványokat, hanem koncepciókat, doktrínákat, eljárásokat is magába foglalhatnak.

## Csoportosításuk
A katonai szabványokat három csoportba oszthatjuk:
- anyagi,
- műveleti,
- adminisztratív.

## NATO szabványosítás
A NATO szabványosítás célja az egységesség (commonality) elérése, ami az együttműködés (compatibility) és a csereszabatosságon (interchangeability) keresztül valósul meg az együttműködőképesség (interoperability) növelése érdekében.

## A katonai szabványok Magyarországon
Az anyagi szabványok kidolgozását a Honvédelmi Minisztérium Technológiai Hivatal Szabvány Osztálya  irányítja és a Magyar Szabványügyi Testület  adja ki. A műveleti és adminisztratív szabványokkal a Haderőtervezési Csoportfőnökség
foglalkozik.

## Külső hivatkozások
- 61/2007. (III. 31.) Korm. rendelet a katonai szabványosítás sajátos szabályairól
- mszt.hu – Magyar Szabványügyi Testület
- honvedelem.hu
- Honvédelmi Minisztérium Fegyverzeti és Hadbiztosi Hivatal Haditechnikai Intézet. [2013. június 5-i dátummal az eredetiből archiválva].
- Haditechnikai Intézet